# 그해의 삽화
《그해의 삽화》은 MBC에서 1985년 8월 16일에 방영된 8.15 특집 드라마로, 광복 40주년 기념 8.15 문제작 시리즈 중 두 번째 작품이다.
한편, 선생님 역을 맡은 강석란은 국민학교 교감으로 재직중인 아버지의 도움을 많이 받아 역할을 잘 소화하여 기대를 모았으며, 또한 촬영 도중 엘스트라 한 명이 바다에 빠지는 사고가 있었으나 스티로폴이 든 소품 덕분에 무사하게 마무리된 헤프닝도 있었다고 한다.

## 줄거리
일본인 아오야기는 일본이 패망하기 직전 어느 시골 마을에 학생들을 가르치는 선생으로 학생들에게 유난히 인기가 있었다. 아이들은 선생님의 작은 도시락을 들어주기 위해 경쟁도 하고, 선생님이 치는 풍금 소리에 맞춰 일본 노래를 멋들어지게 부르며 즐거워하곤 했다.

## 등장 인물
- 정영진 : 종대 역
- 강석란 : 선생님 역
- 이동신
- 김진태 : 종대부 역
- 김명희 : 종대모 역
- 이원재 : 종대삼촌 역
- 박상조
- 국정환
- 김복희
- 박종관
- 양택조
- 나기수
- 이수나
- 한영숙
- 강미
- 이숙
- 최재호
- 이종환
- 나한일
- 맹상훈
- 한창호
- 문창근
- 김흥수